# Polybotrya aequatoriana
Polybotrya aequatoriana là một loài thực vật có mạch trong họ Dryopteridaceae. Loài này được R.C. Moran miêu tả khoa học đầu tiên năm 1987.